# Fram med pengarna!
Fram med pengarna! är ett album av Peps Blodsband, släppt 1988 av skivbolaget Sonet Grammofon AB.

## Låtlista
1. "Lived po lanned" ("Give Me The Country" – Robert Parker) – 5:23
2. "Hon har nånting" ("She's Into Something" – Carl Wright) – 3:25
3. "Bom Bom - sen blir det svart" ("Boom Boom, Out Goes The Light" – Stanley Lewis) – 2:14
4. "Ronny du e rå" ("Johnny Too Bad" – The Slickers) – 5:21
5. "Fram med pengarna" – 5:07
6. "Samma sång" – 7:31
7. "Sent på jorden" – 6:47

- Alla svenska texter (spår 1–7) och musik (spår 5–7): Peps Persson

## Medverkande
Musiker
- Peps Persson – sång, gitarr, munspel
- Bosse Skoglund – trummor
- Nikke Ström – basgitarr
- Lennart Söderlund – gitarr
- Janne Petersson – keyboard
- Per Cussion (Per Tjernberg) – percussion
- Håkan Broström – sopransaxofon, altsaxofon
- H P Andersson – tenorsaxofon, baritonsaxofon
- Ove Larsson – trombon
- Maria Blom – sång
- Marianne N'Lemvo – sång

Produktion
- Peps Persson – musikproducent
- Lave Lindholm – musikproducent
- Håkan Wollgård – ljudtekniker
- Leif Allansson – ljudtekniker
- Dan Ahlquist – omslagsdesign